# Presbiterianismo no Acre
O Presbiterianismo é a terceira maior família denominacional protestante histórica no Estado do Acre (atrás dos batistas e adventistas), correspondendo a 0,38% da população do Estado.

## História
O surgimento do Presbiterianismo no Acre deve-se ao trabalho da Junta de Missões Nacionais, da Igreja Presbiteriana do Brasil, com a ajuda do missionário Robert Henry Camenisch, inicialmente em Rio Branco, no final do Século XX. Posteriormente várias cidades do interior do Estado foram alvos de projetos missionários e a fundação de escolas. Em 1994 foi organizado o Presbitério do Acre que se desdobrou em 2008 e outra vez em 2009, dando origem a outros dois presbitérios que formaram o Sínodo do Acre com dezenas de igrejas espalhadas por todo o Acre.

## Igreja Presbiteriana do Brasil

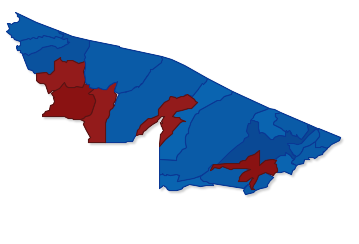
Municípios com igrejas e congregações federadas a Igreja Presbiteriana do Brasil no Acre.

A Igreja Presbiteriana do Brasil (IPB) é a maior denominação presbiteriana no Acre, com cerca de 30 igrejas e congregações.
A IPB tem um de seus 82 sínodos no Acre, o Sínodo Acre, que abrange as igrejas de todo o Estado. Entre as instituições de ensino coordenada pela IPB e suas igrejas federadas no Acre estão o Colégio João Calvino em Rio Branco, e a Escola Presbiteriana de Cruzeiro do Sul. A Junta de Missões Nacionais trabalha com missões no Acre nos municípios de Acrelândia, Assis Brasil, Tarauacá, Feijó e Epitaciolândia.
A denominação está presente com igrejas ou congregações em plantação nos municípios de: Rio Branco, Mâncio Lima, Rodrigues Alves, Cruzeiro do Sul, Tarauacá, Feijó, Manoel Urbano, Sena Madureira, Brasiléia, Assis Brasil, Porto Acre, Senador Guiomard, Acrelândia, Plácido de Castro e Epitaciolândia. Todavia, segundo o Censo do Instituto Brasileiro de Geografia e Estatística realizado em 2010, outros municípios em que também residiam presbiterianos eram: Bujari e Xapuri.

## Igreja Presbiteriana Independente do Brasil
A Igreja Presbiteriana Independente do Brasil tem uma igreja federada no Acre, no município de Rio Branco, organizada em 2016.

## Igreja Presbiteriana Conservadora do Brasil
A Igreja Presbiteriana Conservadora do Brasil tem uma congregação missionária em Rio Branco e outra em Cruzeiro do Sul, no Acre.

## Igreja Presbiteriana Unida no Brasil
A Igreja Presbiteriana Unida do Brasil tem uma igreja federada em Rio Branco, no Acre.

## Igreja Presbiteriana Fundamentalista do Brasil
A  Igreja Presbiteriana Fundamentalista do Brasil não têm igrejas federadas no Acre.